# DSQS-21

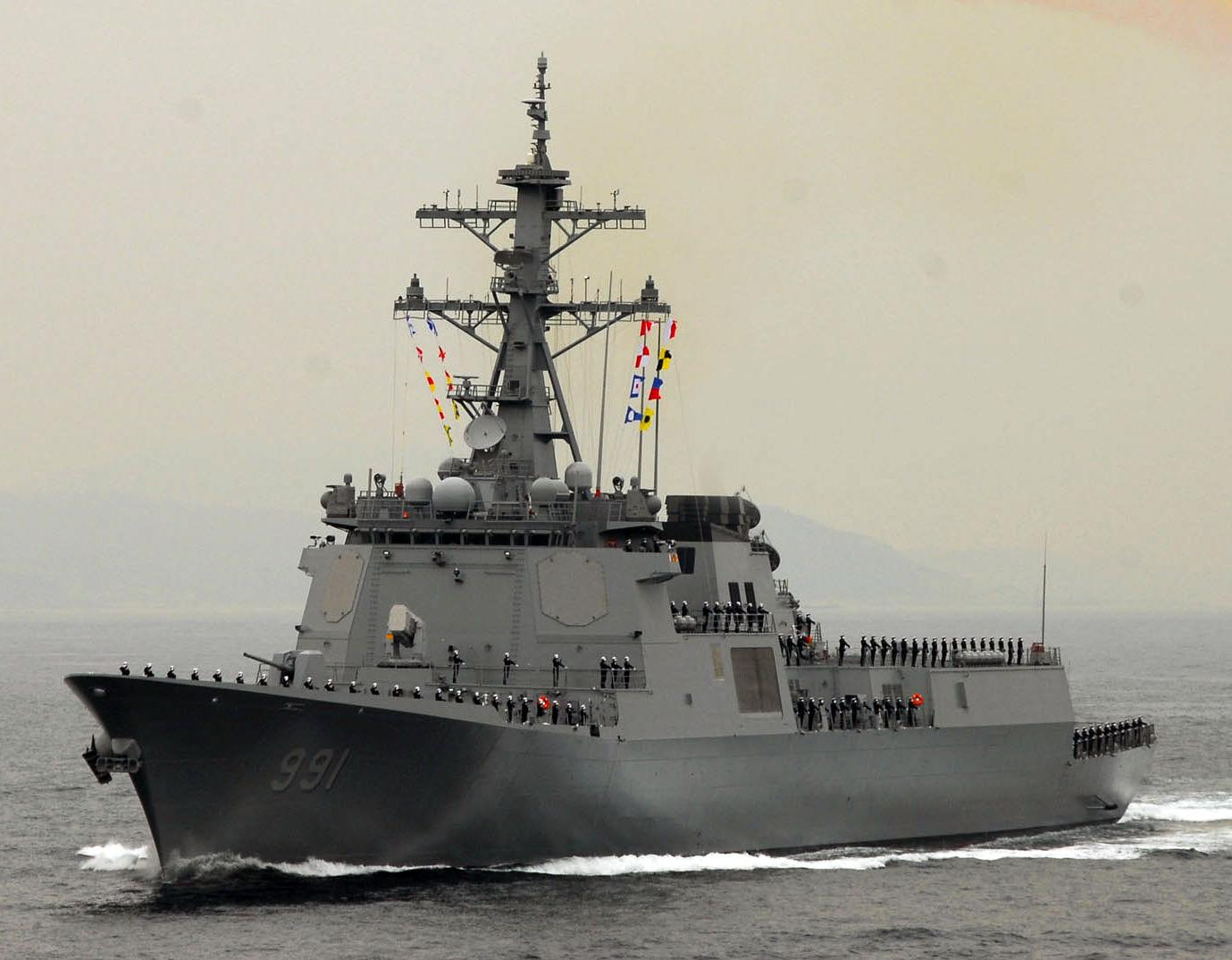
DSQS-21 소나를 함수 소나로 사용중인 세종대왕급 구축함의 이미지

DSQS-21는 독일이 개발한 독일제 함수 소나로, 대한민국의 경우 세종대왕급 구축함의 함수소나로 사용되고 있다. 

## 제원
- 이름 : DSQS-21
- 탐지거리 : 30km
- 소나종류 : 수동식(패시브)
- 탑재함 : 세종대왕급 구축함

## 같이 보기
- ZQQ-7
- 소나
- 세종대왕급 구축함